# Birmingham (Schiff, 1943)
Die USS Birmingham (CL-62) war ein Leichter Kreuzer der United States Navy der Cleveland-Klasse. Sie stand von 1943 bis 1947 im Dienst der US-Marine und wurde im Mittelmeer und im Pazifik eingesetzt. Das Schiff wurde nach Birmingham (Alabama) benannt.

## Geschichte

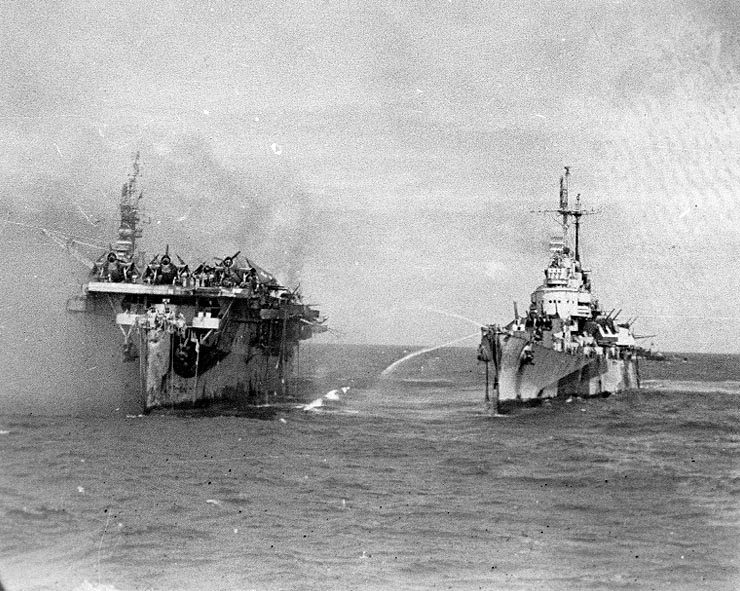
USS Birmingham beim Hilfseinsatz für USS Princeton

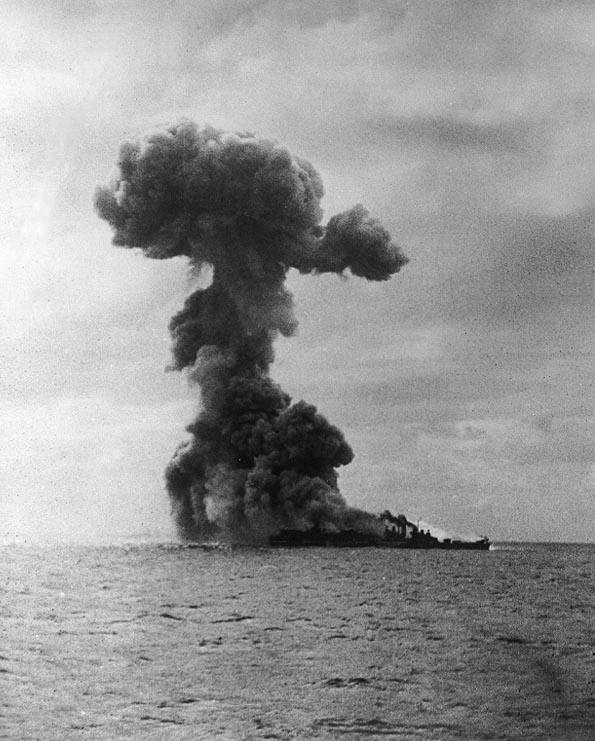
Explosion des Bombendepots der USS Princeton

Die USS Birmingham nahm vom 10. bis zum 26. Juli 1943 an der Operation Husky, der alliierten Invasion Siziliens, teil und gab dabei Feuerunterstützung mit ihren Geschützen. Am 18. September 1943 erfolgte beim Beschuss des Tarawa-Atolls ihr erster Kampfeinsatz im Pazifik. Es folgten acht weitere Kampfeinsätze. Bei der Seeschlacht bei der Kaiserin-Augusta-Bucht in der Nacht von 1. auf 2. November wurde das Schiff von zwei Bomben und einem Torpedo getroffen. Es wurden zwei Seeleute getötet und 34 verwundet.
Als Teil der Task Force 58 und nahm sie vom 19. bis 21. Juni an der entscheidenden Schlacht in der Philippinensee teil, bei der drei japanischen Flugzeugträger versenkt wurden. Das Schiff fuhr zu den Marianen und nahm an der Schlacht um die Marianen-Inseln teil. Das Schiff führte den Beschuss feindlicher Stellungen während der Schlacht um Saipan, Schlacht um Tinian und Schlacht um Guam durch.
Bei der See- und Luftschlacht im Golf von Leyte am 24. Oktober 1944 erlitt das Schiff große Schäden an der Oberseite durch Explosionen an Bord des Flugzeugträgers Princeton, während die Besatzung versuchte, dem von einer 227-kg-Bombe getroffenen Flugzeugträger zu helfen, als das Achterdeck des Flugzeugträgers von der Explosion des eigenen Fliegerbombendepots zerrissen wurde. Die Aufbauten der Birmingham wurden von dem Splitterregen und der Druckwelle der explodierenden Fliegerbomben der Princeton schwer beschädigt. Von der Besatzung der Birmingham starben 239 Männer und 408 wurden verwundet. Vier Leichen wurden nie gefunden. Die vorderen Aufbauten des Kreuzers waren schwer beschädigt. Die Druckwelle hatte zwei 5-Zoll-, zwei 40-mm- und zwei 20-mm-Flugabwehrkanonen von Bord geschleudert. Der Kreuzer wurde bis zum Januar 1945 im Dock des Mare Island Navy Yard wieder instand gesetzt. Der brennende Flugzeugträger selbst war nicht zu retten und wurde nach der Evakuierung der Besatzung von US-Schiffen versenkt.
Während der Schlacht um Okinawa wurde das Schiff am 4. Mai 1945 dreimal von Flugzeugen angegriffen. Beim dritten Mal wurde das Schiff schwer beschädigt, als ein japanisches Kamikaze-Flugzeug es vorne traf. Die daraus resultierende Explosion tötete 47 Seeleute und verwundete 81, wobei vier Seeleute vermisst blieben.
Die USS Birmingham erhielt insgesamt neun Battle Stars für ihren Einsatz während des Zweiten Weltkriegs.